# Megacyllene congener
Megacyllene congener es una especie de escarabajo longicornio del género Megacyllene, tribu Clytini, subfamilia Cerambycinae. Fue descrita científicamente por Castelnau y Gory en 1841.

## Descripción
Mide 13,8-20 milímetros de longitud.

## Distribución
Se distribuye por Brasil y Uruguay.